# Vòrtex
|  | Per a altres significats, vegeu «Agitador de vòrtex». |

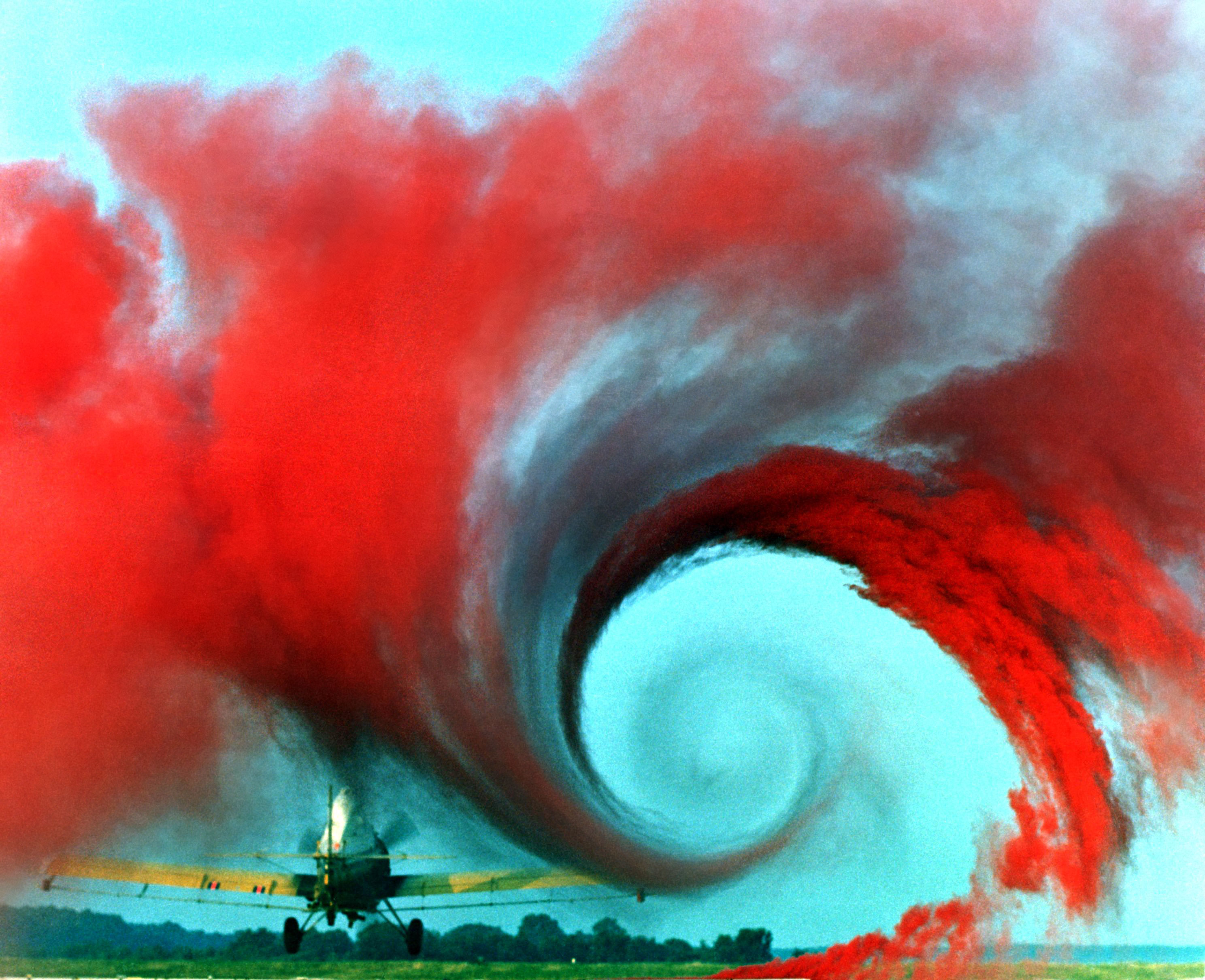
Vòrtex generat pel pas d'una ala d'avió, revelat amb fum acolorit

Un vòrtex és un flux giratori, a voltes turbulent, de fluid en forma d'espiral. És a dir és un flux turbulent en rotació espiral amb trajectòries de corrent tancades. Com a vòrtex es pot considerar qualsevol tipus de flux circular o rotatori que posseeix vorticitat.
La vorticitat és un concepte matemàtic usat en dinàmica de fluids que es pot relacionar amb la quantitat de circulació o rotació d'un fluid. La vorticitat es defineix com la circulació per unitat d'àrea en un punt del flux. La velocitat i taxa de rotació del fluid és més alta en el centre, decreixent progressivament cap a l'exterior.
Així, en dinàmica de fluids, el moviment d'un fluid es pot dir que és solenoidal si el fluid es mou al voltant d'un cercle o en hèlix,
El moviment del fluid s'anomena simplement "vòrtex" si tendeix a girar al voltant d'algun eix.

## Dinàmica
Un vòrtex pot tenir fluxos circulars o rotatoris que posseeixen vorticitat : concepte matemàtic usat en dinàmica de fluids. Es pot vincular amb la "circulació" o "rotació" d'un fluid. En dinàmica de fluids, la vorticitat és la circulació per unitat d'àrea a un punt en el camp de flux. És una magnitud vectorial, en la direcció al llarg de l'eix del remolí.
La vorticitat, o tendència a la rotació, d'un camp s'indica matemàticament amb l'operador rotacional. En ciències de l'atmosfera, la vorticitat és una propietat que caracteritza la rotació de grans escales de masses d'aire. Des que la circulació atmosfèrica és properament horitzontal, la vorticitat (3 dimensional) és gairebé vertical, i és comú d'usar la component vertical com una vorticitat escalar.
Matemàticament, es defineix com,
{\displaystyle {\vec {\omega }}=\nabla \times {\vec {\mathit {u}}}}
{\displaystyle {\vec {\mathit {(}}}o)} és la "velocitat del fluid" i {\displaystyle \nabla } és l'operador nabla.